# James Broderick

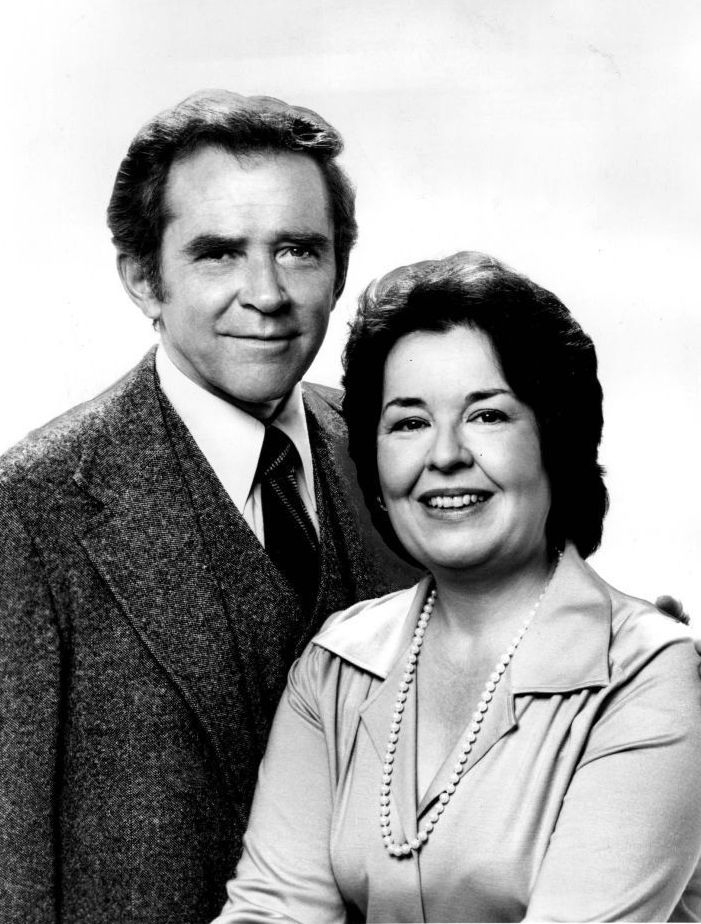
James Broderick und Sada Thompson (1976)

James Wilke Broderick (* 7. März 1927 in Charlestown, New Hampshire; † 1. November 1982 in New Haven, Connecticut) war ein US-amerikanischer Schauspieler. Er war der Vater von Matthew Broderick.

## Leben und Karriere
Seit 1950 trat Broderick in verschiedenen US-Fernsehproduktionen vor die Kamera, mit Beginn der 1960er-Jahre wirkte er auch häufiger an Kinofilmen mit. In Deutschland wurde er vor allem als Familienvater „Doug Lawrence“ in der Fernsehserie Eine amerikanische Familie (gedreht 1976–1980, im Ersten Programm der ARD ausgestrahlt 1979–1981) bekannt. Diese Rolle brachte ihm auch 1978 eine Nominierung für den Emmy Award ein. 
Obwohl die Mehrzahl seiner Schauspielarbeiten Fernsehproduktionen waren, drehte er auch ein paar nennenswerte Kinofilme, darunter Arthur Penns Hippie-Streifen Alice’s Restaurant (1969) und Sidney Lumets Kriminalfilm Hundstage (1975) mit Al Pacino, in dem er einen FBI-Agenten darstellte. Häufig spielte er autoritäre und vernünftig erscheinende Persönlichkeiten, mehrfach in seiner Filmografie verkörperte er etwa Polizisten und Ärzte. Er blieb bis in sein Todesjahr als Schauspieler tätig. Neben seinen Film- und Fernsehrollen wirkte er auch am Theater, so stand er seit den frühen 1950er-Jahren mehrfach am Broadway auf der Bühne.
James Broderick war von 1949 bis zu seinem Tod mit der Autorin Patricia Broderick (1925–2003) verheiratet. Das Paar hatte drei Kinder, darunter den Schauspieler Matthew Broderick. James Broderick starb im November 1982 im Alter von 55 Jahren an einer Krebserkrankung.

## Filmografie (Auswahl)
- 1950: Nash Airflyte Theatre (Fernsehserie, Folge Molly Morgan)
- 1960: John Brown's Raid (Fernsehfilm)
- 1960: Girl of the Night
- 1962: Preston & Preston (The Defenders, Fernsehserie, 2 Folgen)
- 1963: Twilight Zone (Fernsehserie, Folge On Thursday We Leave for Home)
- 1963/1964: Rauchende Colts (Gunsmoke, Fernsehserie, 2 Folgen)
- 1966: Die Clique (The Group)
- 1966: FBI (The F.B.I., Fernsehserie, Folge Anatomy of a Prison Break)
- 1967: Auf der Flucht (The Fugitive, Fernsehserie, Folge Run the Man Down)
- 1969: Alice’s Restaurant
- 1971: The Todd Killings
- 1974: Stoppt die Todesfahrt der U-Bahn 123 (The Taking of Pelham One Two Three)
- 1975: Hundstage (Dog Day Afternoon)
- 1976: Die Chronik der Adams (The Adams Chronicles, Miniserie)
- 1976: Das Gespenst im Hochofen (The Phantom of the Open Hearth, Fernsehfilm)
- 1976–1980: Eine amerikanische Familie (Family, Fernsehserie, 86 Folgen)
- 1979: Roots – die nächsten Generationen (Roots, Fernseh-Miniserie, Folge 1x07)
- 1980: Love Boat (The Love Boat, Fernsehserie, Folge 3x21)
- 1980: Endstation Malibu (The Shadow Box, Fernsehfilm)
- 1981: Fantasy Island (Fernsehserie, Folge 4x19)
- 1982/1983: American Playhouse (Fernsehserie, 2 Folgen)